# Érico Assis
Érico Gonçalves de Assis é um tradutor, escritor e jornalista brasileiro. Formado em Jornalismo e em Publicidade e Propaganda pela Universidade Católica de Pelotas, possui mestrado em Ciências da Comunicação e doutorado em Estudos da Tradução da Universidade Federal de Santa Catarina (PGET/UFSC). Desde 2009, é tradutor de inglês para português de literatura e de não ficção, atuando principalmente com histórias em quadrinhos. Escreve regularmente sobre quadrinhos no site Omelete e no blog da editora Companhia das Letras. Entre seus mais de cem trabalhos da tradução, estão as graphic novels Retalhos, de Craig Thompson (seu primeiro trabalho de tradução), Daytripper, de Fábio Moon e Gabriel Bá, entre outras, e livros como Superdeuses, de Grant Morrison e Marvel Comics - A história secreta, de Sean Howe. Em 2016, ganhou o Troféu HQ Mix de melhor projeto editorial pelo livro O Fabuloso Quadrinho Brasileiro de 2015, do qual foi editor convidado.
Em 2020 lançou seu primeiro livro, Balões de Pensamento Vol. 1 - Textos para pensar quadrinhos, pela Balão Editorial. 
Em setembro de 2023, lançou a newsletter Virapágina.